# Callityrinthia mimetica
Callityrinthia mimetica là một loài bọ cánh cứng trong họ Cerambycidae.